# Poliamorfismo
El poliamorfismo es la capacidad de una sustancia de existir en varias modificaciones amorfas diferentes. Es análogo al polimorfismo de materiales cristalinos. Pueden existir muchas sustancias amorfas con diferentes características amorfas (por ejemplo, polímeros). Sin embargo, el poliamorfismo requiere dos estados amorfos distintos con una transición de fase clara y discontinua (de primer orden) entre ellos. Cuando dicha transición ocurre entre dos estados líquidos estables, una transición poliamórfica también puede denominarse transición de fase líquido-líquido.
El estudio del poliamorfismo es importante en diversas áreas, como la ciencia de materiales y la farmacéutica. Comprender y controlar las formas poliamórficas de una sustancia es crucial para optimizar sus propiedades y aplicaciones en diferentes campos.

## Ejemplos de poliamorfismo
El poliamorfismo se ha observado experimentalmente o se ha sugerido teóricamente en el silicio, el fósforo líquido, el fosfato de trifenilo, el manitol y en algunas otras sustancias formadoras de redes moleculares. También el hielo amorfo o los sólidos amorfos o los polímeros amorfos como el Silly Putty el cual está formado principalmente de polidimetilsiloxano.